# Betuweroute
| Blick auf den Streckenabschnitt bei Dodewaard |                      |                                   |                                   |
| |                      |                                   |                                   |
| Streckenlänge: | 158,5 km             |                                   |                                   |
| Spurweite: | 1435 mm (Normalspur) |                                   |                                   |
| Streckenklasse: | E5                   |                                   |                                   |
| Stromsystem: | 25 kV 50 Hz ~        |                                   |                                   |
| Streckengeschwindigkeit: | 120 km/h             |                                   |                                   |
| |                      |                                   |                                   |
| \| \| \| Maasvlakte \| \| \| \| \| Strecke von/nach Rotterdam \| \| \| \| \| Schnellfahrstrecke nach Antwerpen \| \| \| \| \| Kijfhoek \| \| \| \| \| Strecke nach Breda \| \| \| \| \| Sophiaspoortunnel \| \| \| \| \| Noord \| \| \| \| \| \| \| \| \| \| \| \| \| \| \| A27 \| \| \| \| \| Strecke Dordrecht–Elst \| \| \| \| \| A2 \| \| \| \| \| Bahnstrecke Utrecht–Boxtel \| \| \| \| \| \| \| \| \| \| Strecke Dordrecht–Elst \| \| \| \| \| Amsterdam-Rijnkanaal \| \| \| \| \| Strecke Dordrecht–Elst \| \| \| \| \| A50 \| \| \| \| \| \| \| \| \| \| Strecke Nijmegen–Arnhem \| \| \| \| \| Pannerdens-Kanal \| \| \| \| \| Tunnel Zevenaar \| \| \| \| \| Strecke von Arnhem \| \| \| \| \| Niederlande/Deutschland \| \| \| \| \| Strecke nach Oberhausen \| \| |                      |                                   |                                   |
| Betriebs-/Güterbahnhof Streckenanfang |                      | Maasvlakte                        | Maasvlakte                        |
| Abzweig geradeaus, nach links und von links |                      | Strecke von/nach Rotterdam        | Strecke von/nach Rotterdam        |
| Abzweig geradeaus und nach rechts |                      | Schnellfahrstrecke nach Antwerpen | Schnellfahrstrecke nach Antwerpen |
| Dienststation / Betriebs- oder Güterbahnhof |                      | Kijfhoek                          | Kijfhoek                          |
| Abzweig geradeaus und nach rechts |                      | Strecke nach Breda                | Strecke nach Breda                |
| Tunnelanfang |                      | Sophiaspoortunnel                 | Sophiaspoortunnel                 |
| Strecke unter Wasserlauf (im Tunnel) |                      | Noord                             | Noord                             |
| Tunnelende |                      |                                   |                                   |
| Tunnel bzw. Unterführung unter Wasserlauf |                      |                                   |                                   |
| Strecke mit Straßenbrücke |                      | A27                               | A27                               |
| Kreuzung geradeaus oben |                      | Strecke Dordrecht–Elst            | Strecke Dordrecht–Elst            |
| Brücke |                      | A2                                | A2                                |
| Kreuzung geradeaus oben |                      | Bahnstrecke Utrecht–Boxtel        | Bahnstrecke Utrecht–Boxtel        |
| Abzweig geradeaus, von links und von rechts |                      |                                   |                                   |
| Kreuzung geradeaus oben |                      | Strecke Dordrecht–Elst            | Strecke Dordrecht–Elst            |
| Brücke über Wasserlauf |                      | Amsterdam-Rijnkanaal              | Amsterdam-Rijnkanaal              |
| Kreuzung geradeaus oben |                      | Strecke Dordrecht–Elst            | Strecke Dordrecht–Elst            |
| Strecke mit Straßenbrücke |                      | A50                               | A50                               |
| Abzweig geradeaus, nach links und nach rechts |                      |                                   |                                   |
| Kreuzung geradeaus oben |                      | Strecke Nijmegen–Arnhem           | Strecke Nijmegen–Arnhem           |
| Tunnel bzw. Unterführung unter Wasserlauf |                      | Pannerdens-Kanal                  | Pannerdens-Kanal                  |
| Tunnel |                      | Tunnel Zevenaar                   | Tunnel Zevenaar                   |
| Abzweig geradeaus und von links |                      | Strecke von Arnhem                | Strecke von Arnhem                |
| Grenze |                      | Niederlande/Deutschland           | Niederlande/Deutschland           |
| Strecke |                      | Strecke nach Oberhausen           | Strecke nach Oberhausen           |

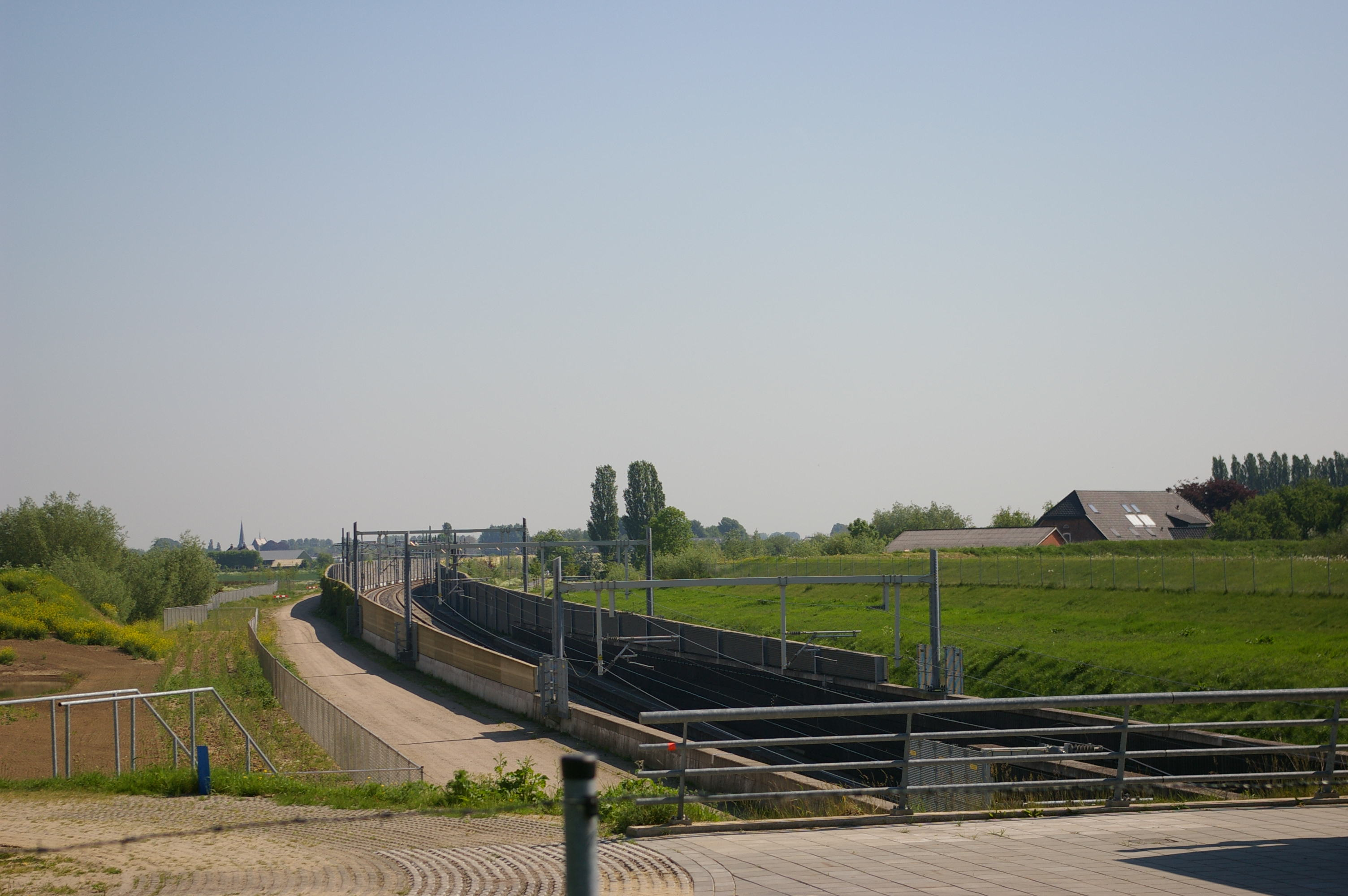
Tunnel bei Zevenaar.

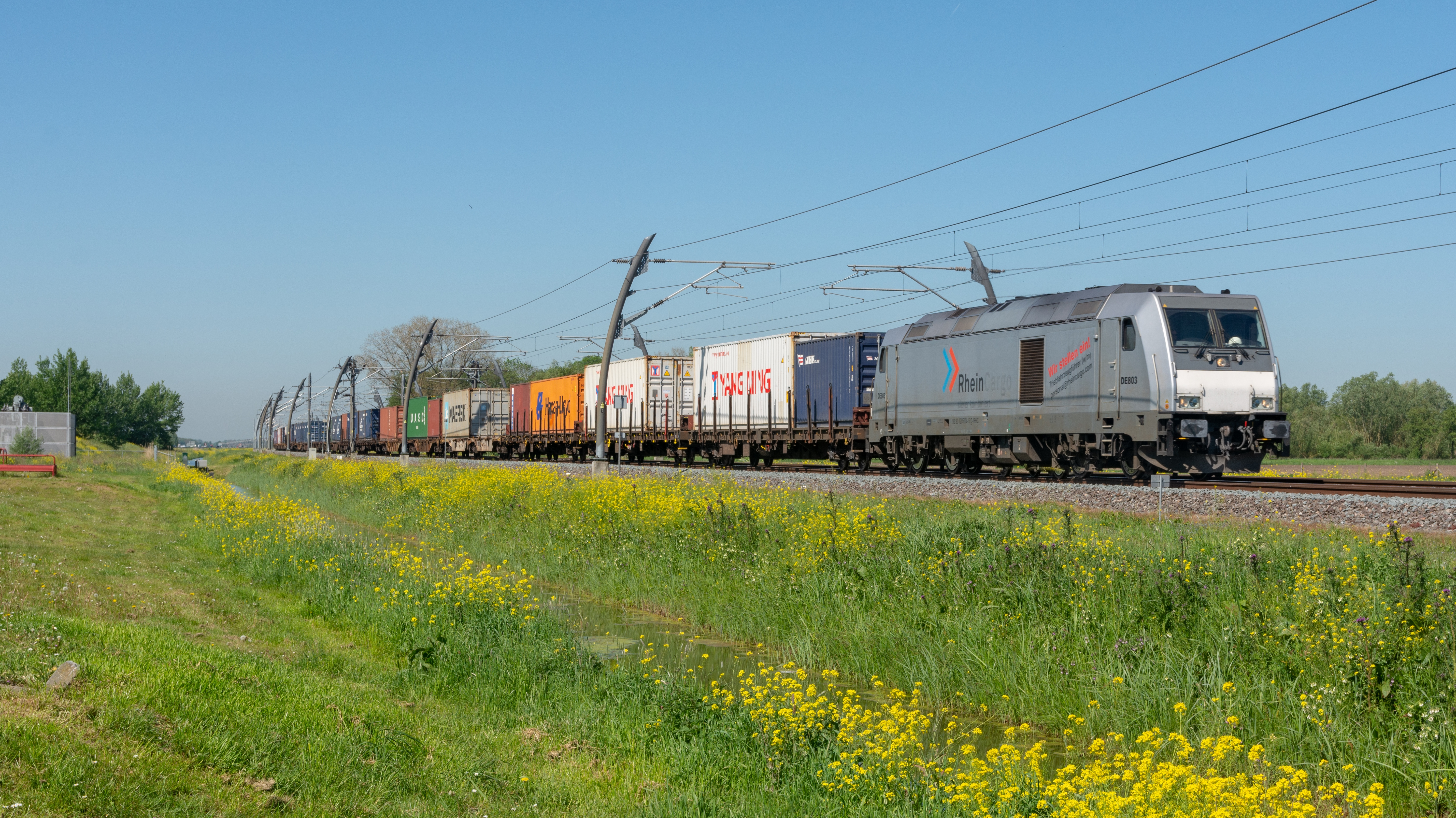
Ein Güterzug bei Gellicum

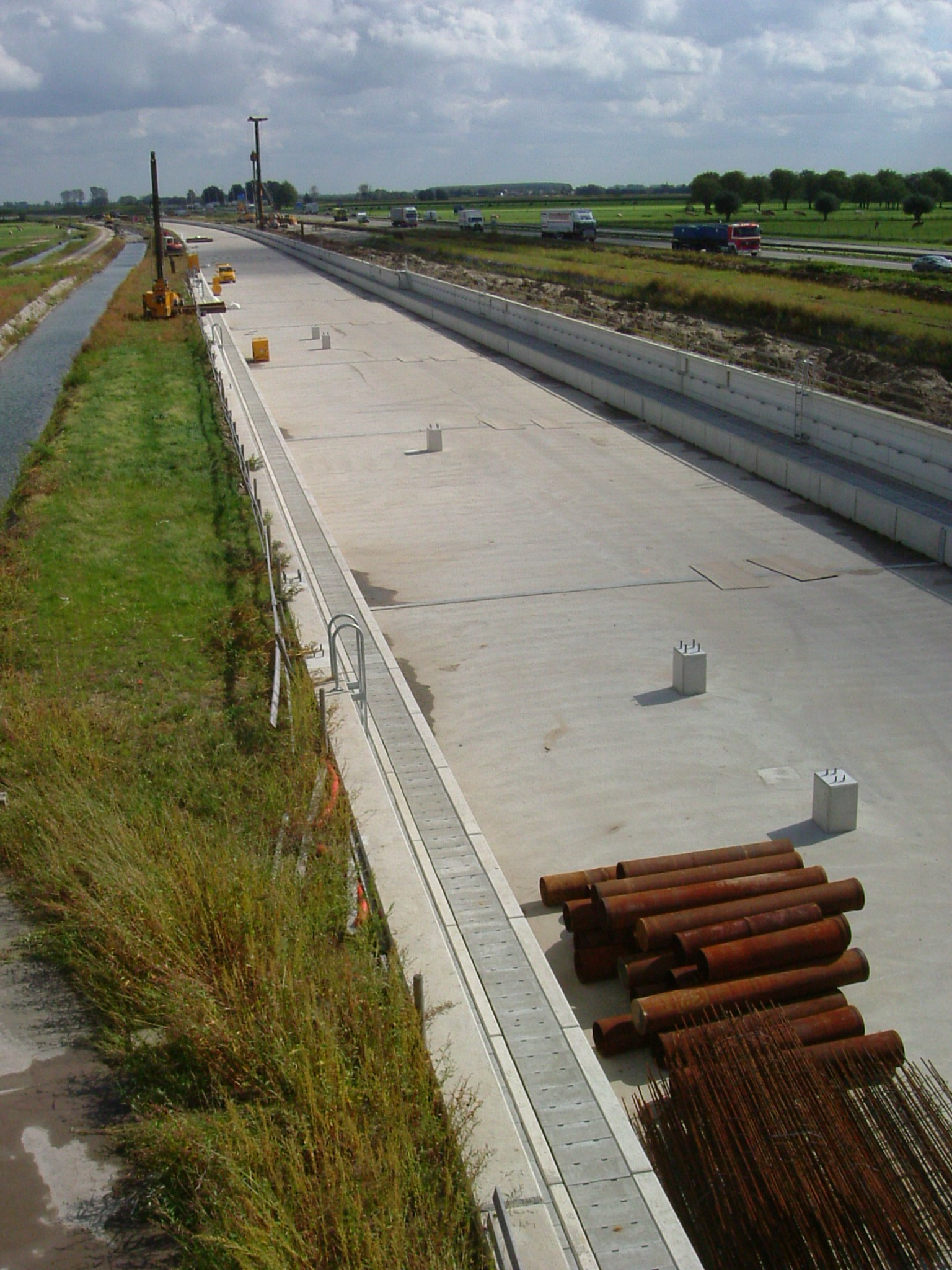
Baustelle der Betuweroute bei Meteren, September 2004

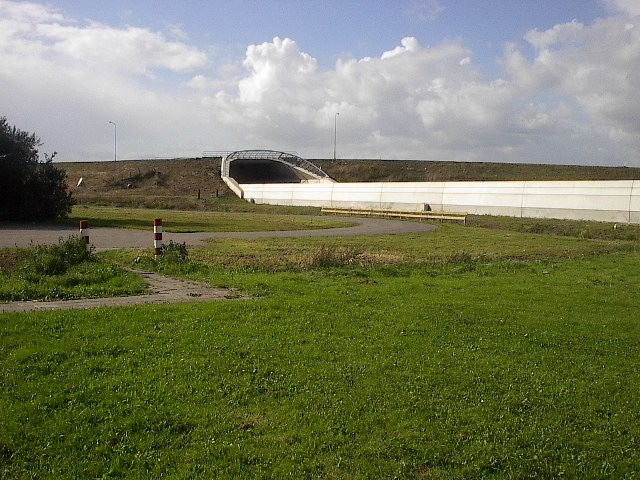
Die Betuweroute entlang der A15

Die Betuweroute ist eine Eisenbahnstrecke (Aus- und Neubaustrecke) in den Niederlanden für den Güterverkehr vom Hafen Rotterdam nach Zevenaar in der Nähe der deutsch-niederländischen Grenze. Die Strecke dient ausschließlich dem Güterverkehr und dabei vornehmlich dem Seehafenhinterlandverkehr. Ihr Name stammt vom niederländischen Landstrich Betuwe, den sie teilweise durchquert. Sie wurde 2007 in Betrieb genommen.
Die Güterverkehrstrecke war Teil des EU-Förderprojekts CODE24 und wurde gebaut, damit die steigenden Mengen von im Hafen von Rotterdam umgeschlagenen Gütern so schnell wie möglich in das europäische Hinterland befördert werden können. Die Autobahnen A 15 und A 1 sollten durch die Betuweroute deutlich vom enorm gestiegenen LKW-Verkehr entlastet werden.

## Verlauf
Die insgesamt 160 Kilometer lange Strecke gliedert sich in 105 km Neubaustrecke zwischen dem Rangierbahnhof Kijfhoek und Zevenaar, 45 Kilometer Ausbaustrecke westlich von Kijfhoek und 10 Kilometer Bestandsstrecke im Raum Kijfhoek/Barendrecht.
Die Verbindung führt von Maasvlakte über eine bestehende Hafenstrecke zum Rangierbahnhof Kijfhoek (zwischen Rotterdam und Dordrecht) und von dort an der niederländischen Autobahn (Rijksweg 15) entlang in östliche Richtung und weiter bis Zevenaar, wo sie in die vorhandene Bahnstrecke Oberhausen–Arnheim einmündet. Durch diese Verkehrswegebündelung wird weitgehend eine zusätzliche Belastung von Wohngebieten vermieden.
Bei Barendrecht wurde die Zahl der Gleise durch das Projekt von vier auf neun erhöht. Auf 1.500 Metern Länge verläuft die Strecke in einem oberirdischen Lärmschutztunnel, auf dem ein Park, Parkplätze und ein Bahnhofszugang errichtet wurden.
Ende 2012 starteten das niederländische Verkehrsministerium und die Infrastruktur-Gesellschaft ProRail die Planungen für eine Zweigstrecke von der Betuweroute nach ’s-Hertogenbosch, sowie darüber hinaus nach Venlo und zur deutschen Grenze. Diese soll in Meteren von der Strecke abzweigen und damit eine Ersatzstrecke für Güterzüge auf der Bestandsstrecke liefern. Auf dieser soll dafür der Personenverkehr verdichtet werden. Es war geplant, den Bau dieser Strecke 2015 zu beginnen.[veraltet]

## Geschichte
Bereits Mitte der 1980er Jahre veröffentlichte eine niederländische Regierungskommission eine Überlegung, die Zukunft des Hafens Rotterdam durch den Bau einer reinen Güterbahnstrecke zu sichern, da das bestehende Schienennetz nicht genug Kapazität besaß, um Personen- und Güterzüge reibungslos aufeinander abzustimmen. Im Juni 1990 präsentierte das Verkehrsministerium die Betuweroute als neues Bahninfrastrukturprojekt. 1992 schlossen die Regierungen der Niederlande und Deutschlands die Vereinbarung von Warnemünde (BGBl. 1992 II S. 1103). Darin wurde u. a. der Neubau der Betuweroute sowie der dreigleisige Ausbau der deutschen Anschlussstrecke vereinbart.
Im April 1994 beschloss das Parlament den Bau der Betuweroute. 1996 wurde vom Verkehrs- und Infrastrukturministerium der Trassenverlauf festgelegt. Er wurde in den Jahren 1997 und 1998 noch abgeändert, bevor 1998 der Bau begonnen wurde. Im Bereich des Tunnels unter dem Pannerdens-Kanal war 2001 und 2002 auch das deutsche Unternehmen Herrenknecht beteiligt.

## Betrieb
Königin Beatrix eröffnete am 16. Juni 2007 die neue Strecke im Rahmen einer Zeremonie bei Barendrecht, südlich von Rotterdam. Am 18. Juni befuhr der erste reguläre Zug die neue Strecke.
Am 15. November 2007 wurde die Oberleitung unter Spannung gesetzt. Erstmals in den Niederlanden finden dabei kommerzielle Fahrten unter einer Spannung von 25 Kilovolt statt. Auf der Anschlussstrecke zum Rotterdamer Hafen wurde der Fahrdraht Ende 2009 unter Spannung  gesetzt.
Die Betuweroute steht zum Teil in Konkurrenz zu einer bereits seit 1879 bestehenden Eisenbahnverbindung, dem Eisernen Rhein, der den Duisburger Hafen und das Ruhrgebiet mit dem Antwerpener Hafen verbunden hat und wieder in Betrieb genommen werden soll, vor allem aber konkurriert sie mit dem LKW-Verkehr.
Mitte 2005 lehnte das Parlament den Vorschlag der Verkehrsministerin ab, den Betrieb der Strecke für die ersten drei Betriebsjahre direkt an ein Konsortium um den Netzbetreiber Prorail zu vergeben. Ende 2005 legten Prorail, die Rotterdamer Hafenbehörde und das Tow-Rail-Konsortium einen gemeinsamen Plan für den Betrieb der Strecke vor. Eine gemeinsame Betriebsgesellschaft sollte jährlich rund 35 Millionen Euro für den Betrieb der Strecke aufwenden, etwa die Hälfte weniger als zuvor angenommen. Anfang 2006 kündigte das niederländische Verkehrsministerium an, für den Betrieb zwei Lizenzen zu vergeben: Die Verknüpfungen zwischen Bestandsnetz und Neubaustrecke sollten von Prorail betrieben werden, die Neubaustrecke selbst durch Green Tulip Railway Company, einem Unternehmen, das je zur Hälfte im Besitz von Prorail und Babcock & Brown Towrail war. Mit Anleihen sollten sich die Hafenbehörden von Rotterdam und Amsterdam an dem Projekt beteiligen.
Mitte 2006 unterzeichneten mehrere Unternehmen eine Absichtserklärung, die für die Betuweroute vorgesehenen Lokomotiven mit ETCS auszurüsten. Das niederländische Verkehrsministerium kündigte an, die Ausrüstung von Lokomotiven mit ETCS Level 2 mit 15 Millionen Euro zu fördern.
Im ersten vollen Betriebsjahr 2008 befuhren im Schnitt 200 Züge pro Woche in beiden Richtungen die Strecke. Dies steigerte sich auf circa 440 Züge im Jahr 2011 (in Summe circa 23.000 Zugbewegungen) und rund 450 im Jahr 2012. Vom Güterverkehr zwischen Rotterdam und Deutschland liefen 2011 73 % über die neue Strecke, 20 % über den Grenzbahnhof Venlo und 3 % über die alte Strecke von Rotterdam nach Emmerich.

## Technik
Die Strecke wurde von Alstom zwischen Rotterdam und Zevenaar mit ETCS Level 2 (SRS 2.3.0) ohne ortsfeste Lichtsignale ausgerüstet.
Erstmals kam ETCS damit auf einer vorrangig von Güterverkehr genutzten Strecke zum Einsatz und wurde an die daraus resultierenden speziellen Bedingungen (besonders lange und schwere Züge, geringe Bremsleistung) angepasst. Für den Übergang von der nationalen Zugbeeinflussung (ATB) in ETCS wurde eine spezielle, gegenüber dem Regelverfahren verkürzte Lösung entwickelt. Auch die Einbindung zweier Fluttore in Tunneln sowie für Rangieren unter ETCS (mit Lichtsignalen) wurden Lösungen entwickelt. Das Signalsystem in neuester Version verursachte bei Inbetriebnahme erhebliche Probleme, bis zu deren Lösung die 105 Kilometer lange Neubaustrecke im Ein-Block-Betrieb (ein Zug pro Richtung auf der ganzen Strecke) betrieben wurde und alle Weichen fest verriegelt waren.
Die Elektrifizierung des bestehenden niederländischen Eisenbahnnetzes gilt als technisch problematisch. Niederländischer Bahnstrom hat standardmäßig 1,5 Kilovolt Gleichspannung, was im Gegensatz zu den international inzwischen üblichen Wechselspannungs-Netzen mit deutlich höherer Spannung eine wesentlich dickere Oberleitung oder eine deutlich reduzierte Leistung der Loks erfordert. Auch ist im niederländischen Netz eine Stromrückspeisung beim Bremsen zumeist nicht möglich. Als Folge werden in den Niederlanden Güterzüge bevorzugt mit Dieselloks bespannt.
Um diese Probleme zu lösen, wurde die Betuweroute mit den in Frankreich üblichen 25 Kilovolt 50 Hertz elektrifiziert, allerdings mussten auf dem Weg zunächst noch zwei Abschnitte des normalen niederländischen Netzes durchfahren werden. Weniger problematisch ist dagegen das anschließende deutsche System mit 15 Kilovolt 16,7 Hertz, da heute zahlreiche Neubau-Elektrolokomotiven als Mehrsystemfahrzeuge für beide Systeme ausgelegt werden. Die Wechselstromlücke bei Zevenaar wurde 2016 geschlossen.
Zu weiteren Problemen führte das mit jedem Netz wechselnde Zugbeeinflussungssystem: Für die Neubaustrecke wurde der europäische Standard ETCS Level 2 verwendet, bei der Eröffnung der Strecke im Jahr 2007 gab es jedoch zwei Abschnitte, die noch mit dem niederländischen System ATB ausgerüstet waren. Die ETCS-Lücke bei Rotterdam wurde 2009 geschlossen und der ATB-Abschnitt bei Zevenaar im Jahr 2014 auf ETCS umgestellt, sodass nun ein direkter Wechsel von ETCS zur auf dem deutschen Netz verwendeten PZB stattfindet.
Die Betuweroute besitzt einige kurze Abschnitte mit einem für den Güterverkehr ungewöhnlich starken Gefälle von 25 ‰ (zum Vergleich die genau deswegen untertunnelte, jedoch auch deutlich längere Gotthard-Bergstrecke: 26 ‰).
Die Betuweroute ist für den Doppelstock-Containertransport vorbereitet. So wurden die Tunnel von vornherein mit einem größeren Profil errichtet, die eine spätere Anhebung des Fahrdrahtes ermöglichen. Erfahrungen aus anderen Ländern zeigen, dass dann nur noch Lokomotiven mit einem anderen Stromabnehmer die Trasse benutzen könnten (in Westeuropa üblich bis 5,5 m, erforderlich mindestens 6,5 m), sodass darauf verzichtet wurde und der Fahrdraht auf normaler Höhe hängt. Angrenzende Strecken mit einem ebenfalls entsprechend großzügig bemessenen Lichtraumprofil sind nicht vorhanden.

## „Betuwelijn“ statt „Betuweroute“
Auch in den niederländischen Medien und zum Teil in der politischen Diskussion wird die Neubaustrecke fälschlicherweise mit „Betuwelijn“ statt „Betuweroute“ bezeichnet. Bei der Betuwelijn handelt es sich jedoch um die teilweise parallel zur A 15 und der Betuweroute verlaufende Bestandsstrecke Elst–Dordrecht.
Ursache für diese Verwechslung könnte sein, dass es tatsächlich zunächst Pläne gab, die neue Betuweroute über die bestehende Betuwelijn zu führen, zumal diese durch den bestehenden Personenverkehr nicht ausgelastet war. Bürgerproteste gegen die Lärmbelästigung und Sicherheitsbedenken beim Transport von Gefahrgut, andererseits Geschwindigkeitsvorteile durch die Trennung von Personen- und Güterverkehr gaben letztendlich den Ausschlag, eine völlig neue Strecke zu errichten.
In Deutschland wird der Begriff „Betuwe-Linie“ im Zusammenhang mit dem dreigleisigen Ausbau der deutschen Anschlussstrecke ab Zevenaar verwendet.

## Kritik
Der Bau der Betuweroute war in den Niederlanden politisch umstritten. Weil die Trasse einige Naturschutzgebiete und Wohngebiete durchquert, wurden letztlich etliche Tunnel im Flachland gebaut. Dadurch wurde der ursprünglich für den Bau geplante Etat um 40–50 % überschritten, so dass die Gesamtkosten inzwischen auf etwa 4,7 Milliarden Euro stiegen. Weiterhin sorgte der Abriss mehrerer hundert Gebäude für Ärger. Die Opposition im niederländischen Parlament, die das Projekt finanziell für nicht tragfähig hielt, versuchte einige Male vergeblich, den Bau zu stoppen. Auch die Algemene Rekenkamer (der niederländische Rechnungshof) kritisierte in einer Untersuchung aus dem Jahr 2001 den Bau bzw. die Kostenentwicklung der Betuweroute. Sogar am Tage der offiziellen Eröffnung der Strecke gab es Bahnblockierungen durch Gegner der Strecke.
Wegen massiver Kostenüberschreitungen bei der HSL Zuid und der Betuweroute leitete das niederländische Parlament Ende 2003 eine Untersuchung ein. Zu diesem Zeitpunkt wurde mit einer Kostenüberschreitung von rund 1,5 Milliarden Euro gerechnet.
Die Behauptungen der Kritiker, dass auf der Linie wenig oder kein Bedarf für neue Eisenbahninfrastruktur bestehe, wurden durch die Entwicklung der transportierten Gütermenge seit Eröffnung widerlegt. So wurden im Jahr 2019 im Güterverkehr im Gesamtnetz der Niederlande 9,8 Millionen Zugkilometer absolviert und davon allein 2,3 Millionen auf der Betuweroute. Das durchschnittliche Brutto-Zuggewicht (Ladung inklusive Lokomotiven und Waggons) betrug dabei auf der Betuweroute 1830 Tonnen und damit deutlich mehr als im Rest des Netzes.

## Anschlussstrecke Zevenaar–Oberhausen
Mit der 1992 geschlossenen Vereinbarung von Warnemünde sicherten die Niederlande die Anbindung der Betuweroute an das Deutsche Bahnnetz. Unter anderem war darin der dreigleisige Ausbau der Bahnstrecke Oberhausen–Arnhem zwischen Wesel und Oberhausen möglichst zeitgleich mit der Fertigstellung der Betuweroute vereinbart. 
Im November 2005 kam es zu einer Vereinbarung der Bundesregierung und Nordrhein-Westfalens mit der Deutschen Bahn über die Errichtung einer Frachtlinie zwischen der niederländischen Grenze und der Hafenstadt Duisburg.
Im Januar 2007 bekräftigten der deutsche Verkehrsminister Wolfgang Tiefensee und seine niederländische Amtskollegin Karla Peijs ihre Absicht, die Anschlussstrecke von Zevenaar über Emmerich am Rhein nach Oberhausen dreigleisig auszubauen. Die Strecke soll dabei als Teil des TEN-Korridors Rotterdam-Genua mit dem europäischen Zugsicherungssystem ETCS ausgestattet werden. Im Juli 2013 wurde beim Abschluss einer Finanzierungsvereinbarung zu diesem Projekt von einem frühesten Baubeginn im Jahr 2015 gesprochen.
Im Februar 2016 wurde die Systemwechselstelle für den Übergang von 25 Kilovolt 50 Hertz Wechselspannung auf 1,5 Kilovolt Gleichspannung vom neu gebauten Abschnitt der Betuweroute auf die Strecke in Richtung Amsterdam bei Zevenaar verlegt, so dass aus Richtung Rotterdam mit 25 Kilovolt 50 Hertz bis zum Systemwechsel auf 15 Kilovolt 16,7 Hertz bei Emmerich durchgefahren werden kann, ohne dass ein Abschnitt mit 1,5 Kilovolt benutzt werden muss. Für Züge, die aus Richtung Amsterdam nach Emmerich fahren, sind seitdem zwei Systemwechsel notwendig: nach der Ausfahrt aus Zevenaar von 1,5 Kilovolt auf 25 Kilovolt 50 Hertz (Abzweig Betuweroute) und auf deutscher Seite vor Emmerich von 25 Kilovolt 50 Hertz auf 15 Kilovolt 16,7 Hertz.

### Bauprojekt Emmerich–Oberhausen
Das Bauprojekt Emmerich–Oberhausen ist in zwölf Planfeststellungsabschnitte aufgeteilt. Der erste Spatenstich zum vereinbarten Lückenschluss von 73 km Länge erfolgte im Januar 2017 in Oberhausen (Abschnitt 1.1). Danach erfolgte lange Zeit wenig, bis Anfang 2019 konnten vier Planfeststellungsbeschlüsse erreicht werden (Abschnitt 1.3 Dinslaken, Abschnitt 1.4 Voerde, Abschnitt 3.1 Rees Haldern). Im Juni 2020 wurden einige Brücken fertiggestellt, und seit November 2020 wird der Verkehr auf der Strecke Emmerich–Oberhausen immer wieder (vielfach an Wochenenden) voll gesperrt. Umfassende Maßnahmen erfolgen im Rahmen einer 80-wöchigen Sperrung (zum Teil eingleisig, zum Teil komplett) seit 2024 und bis voraussichtlich 2026. Ein Termin für die Fertigstellung wird nicht mehr genannt, der Projektleiter Stefan Ventzke deutet an, dass er nach 2030 liegen kann.

## Trassenpreise
Im Gegensatz zum übrigen niederländischen Schienennetz wird der Trassenpreis unabhängig vom Gewicht der Züge berechnet. Er stieg von 2008 bis 2011 sukzessive von 1,41 auf 2,33 Euro pro Zugfahrt und Schienenkilometer.